# Siedentramm
Siedentramm gehört zur Ortschaft Neuendorf und ist ein Ortsteil der Stadt Klötze im Altmarkkreis Salzwedel in Sachsen-Anhalt.

## Geographie
Das Dorf Siedentramm, ein kleines Angerdorf mit Kirche, liegt eineinhalb Kilometer westlich von Neuendorf und sechs Kilometer nördlich von Klötze in der Altmark. Im Osten fließt die Purnitz. Im Norden liegt der Rittlebener Forst.
Nachbarorte sind Poppau im Westen, Rittleben im Norden, Neuendorf im Osten, Lockstedt im Südosten und Hohenhenningen im Südwesten.

## Geschichte

### Mittelalter bis Neuzeit
Die erste urkundliche Erwähnung von Siedentramm stammt aus dem Jahre 1366 als syden Tramme, als Hans v. Chartow den von der Schulenburg Hebungen aus Ladekath, Kerkau und anderen Dörfern überlässt. Im Jahre 1398 wurde das dorff Nyendorff so vor dem Voorde zu Siden Tramme gelegen für 40 Lötig Mark durch Gebhard von Alvensleben an Bernd und Hans von der Schulenburg verpfändet. Weitere Nennungen sind 1541 Sidenthram, 1687 Sieden Tram und 1804 Sieden=Tramm.

### Landwirtschaft
Bei der Bodenreform wurden 1945 erfasst: Eine Besitzung über 100 Hektar hat 239 Hektar, 16 Besitzungen unter 100 Hektar haben zusammen 287 Hektar, die Kirche hat 2,9 Hektar und Gemeinde 1,8 Hektar. 1946 war eine Fläche von 730 Hektar enteignet worden, davon gingen 240 Hektar an 131 Siedler. Im Jahre 1948 gab es aus der Bodenreform 248 Erwerber, davon waren 24 Neusiedler. Das Jahr der Bildung der ersten Landwirtschaftlichen Produktionsgenossenschaft ist nicht bekannt.

### Herkunft des Ortsnamens
Franz Mertens erklärte die Wortstämme Sieden für niedrige Lage und trām oder drām als mittelhochdeutsch für Balken, Balkenwerk, Haus. Damit steht Tramm hier für einen Hausbau. Siedentramm liegt etwa 5 Kilometer südöstlich des Dorfes Hohentramm, das schon 1304 erwähnt wurde. Beide Dörfer liegen auf der gleichen Höhe über dem Meeresspiegel.

### Ersterwähnung 1345
Die von Wilhelm Zahn beschriebene Erwähnung im Jahre 1345 bezieht sich auf das Jahr 1375, wie Peter P. Rohrlach schreibt: „Vor 1375 hatte der Altar Johannes des Täufers in der Kirche zu Audorf Kornhebungen in Siedentramm, diese wurden 1375 an die neue Kapelle zu Beetzendorf übertragen.“

### Vorgeschichte
Das Großsteingrab Siedentramm wurde wohl spätestens im 19. Jahrhundert zerstört. Es lag etwa eineinhalb Kilometer westlich des Dorfes im Flurstück „Steinkammer“.

### Eingemeindungen
Bis 1807 gehörte das Dorf zum Salzwedelischen Kreis der Mark Brandenburg in der Altmark. Danach lag es ab 1807 bis 1810 im Kanton Zichtau auf dem Territorium des napoleonischen Königreichs Westphalen. Ab 1816 gehörte die Gemeinde Siedentramm zum Kreis Salzwedel, dem späteren Landkreis Salzwedel.
Am 30. September 1928 wurde der Gutsbezirk Rittleben aus dem Landkreis Salzwedel mit der Landgemeinde Siedentramm vereinigt. Nach der wirtschaftlichen Vereinigung der LPGen im Jahre 1960 wurde der Ortsteil Rittleben auch verwaltungsmäßig an die Gemeinde Apenburg angegliedert. Der Historiker Peter Rohrlach führt allerdings an, dass Rittleben erst 1973 „als Ortsteil nach Apenburg eingemeindet“ wurde.
Am 25. Juli 1952 wurde die Gemeinde Siedentramm in den Kreis Klötze umgegliedert. Am 1. Januar 1973 wurde die Gemeinde Siedentramm in die Gemeinde Hohenhenningen eingemeindet. Mit der Eingemeindung von Hohenhenningen nach Neuendorf am 14. April 1994 kam der Ortsteil Siedentramm zu Neuendorf. Mit der Eingemeindung von Neuendorf nach Klötze am 1. Januar 2010 kam der Ortsteil Siedentramm zur Stadt Klötze und zur neu errichteten Ortschaft Neuendorf.

### Einwohnerentwicklung
| Jahr | Einwohner |
| ---- | --------- |
| 1734 | 063       |
| 1774 | 081       |
| 1789 | 062       |
| 1798 | 080       |
| 1801 | 081       |
| 1818 | 060       |
| 1840 | 131       |

| Jahr | Einwohner |
| ---- | --------- |
| 1864 | 138       |
| 1871 | 118       |
| 1885 | 108       |
| 1892 | [0]108    |
| 1895 | 121       |
| 1900 | [0]117    |
| 1905 | 123       |

| Jahr | Einwohner |
| ---- | --------- |
| 1910 | [0]128    |
| 1925 | 175       |
| 1939 | 147       |
| 1946 | 239       |
| 1964 | 175       |
| 1971 | 162       |

| Jahr | Einwohner |
| ---- | --------- |
| 2018 | [00]052   |
| 2020 | [00]063   |
| 2021 | [00]064   |
| 2022 | [0]64     |
| 2023 | [0]59     |

Quelle, wenn nicht angegeben, bis 1971:

## Religion
- Die evangelischen Christen der Kirchengemeinde Siedentramm gehörten früher zur Pfarrei Neuendorf bei Klötze[15] und gehören heute zum Pfarrbereich Klötze im Kirchenkreis Salzwedel im Bischofssprengel Magdeburg der Evangelischen Kirche in Mitteldeutschland.[16]
- Die katholischen Christen aus Siedentramm gehörten früher zur Kuratie Klötze.[17] Sie gehören heute zur Pfarrei St. Hildegard in Gardelegen im Dekanat Stendal im Bistum Magdeburg.[18]

## Kultur und Sehenswürdigkeiten
- Die evangelische Dorfkirche Siedentramm ist ein mittelalterlicher Feldsteinbau mit einem kleinen Fachwerk-Dachreiter.[19]
- Der Ortsfriedhof liegt im Norden des Dorfes.